# Attentati del Sinai del 2004
Gli attentati del Sinai del 2004 furono 3 attentati dinamitardi contro hotel turistici nella penisola del Sinai, in Egitto, avvenuti il 7 ottobre 2004. Provocarono la morte di 34 persone e il ferimento di 171 persone.

## Gli attentati
Le esplosioni avvennero la notte del 7 ottobre, contro l'hotel Hilton Taba e gli accampamenti utilizzati dagli israeliani a Ras al-Shitan. Nell'attentato a Taba, un camion entrò nell'atrio del Taba Hilton ed esplose, uccidendo 31 persone e ferendone 159. 10 piani dell'hotel crollarono a seguito dell'esplosione.
Circa 50 chilometri a sud, nei campeggi di Ras al-Shitan, vicino a Nuweiba, vennero presi di mira altri 2 siti. Un'auto parcheggiata davanti a un ristorante del resort Moon Island è esplosa, uccidendo 2 israeliani e un beduino. 12 persone rimasero ferite. Un'altra esplosione avvenne pochi istanti dopo, al campo turistico di Baddiyah, ma nessuno rimase ferito, a quanto pare perché l'attentatore fu spaventato da una guardia e non entrò nell'affollato resort.
Nel complesso, dei 34 uccisi, 18 erano egiziani, 12 israeliani, due ragazze italiane, Jessica e Sabrina Rinaudo, rispettivamente di 20 e 22 anni, originarie di Dronero, in provincia di Cuneo , uno russo e uno israeliano-statunitense.

## L'investigazione
Secondo il governo egiziano, gli attentatori erano palestinesi che avevano tentato di entrare in Israele per compiervi attentati, ma senza successo. Affermò che la mente, Iyad Saleh, avrebbe reclutato egiziani e beduini per trovare esplosivi da utilizzare negli attentati. A partire dal marzo 2004, gli attentatori avrebbero utilizzato timer per lavatrici, telefoni cellulari e bombole di gas modificate per costruire le bombe. Per completare le bombe usarono TNT e vecchi esplosivi trovati nel Sinai (essendo stato più volte una zona di guerra), acquistati dai beduini. L'Egitto dichiarò che Saleh e uno dei suoi aiutanti, Suleiman Ahmed Saleh Flayfil, erano morti nell'esplosione dell'Hilton, apparentemente perché il timer della bomba sarebbe scaduto troppo velocemente.
3 egiziani, Younes Mohammed Mahmoud, Osama al-Nakhlawi e Mohammed Jaez Sabbah furono condannati a morte nel novembre 2006 per il loro ruolo negli attentati. L'Egitto arrestò fino a 2.400 persone in seguito agli attacchi.
Le prime indagini dei governi israeliano ed egiziano si concentrarono su al-Qaeda. Tuttavia, il portavoce presidenziale egiziano Majid `Abd al-Fatah dichiarò in seguito che non vi erano prove che collegassero l'organizzazione agli attentati, affermando invece che si trattava dell'opera di un "lupo solitario" guidato da "ingiustizia, aggressione e disperazione" per il conflitto israelo-palestinese.

## Conseguenze
Israele aveva avvertito nel settembre 2004 che dei terroristi stavano pianificando attacchi nel Sinai, ma la maggior parte degli israeliani non ascoltò quegli avvertimenti e si recò in vacanza lì.
I militanti colpirono di nuovo al Cairo i turisti nell'aprile 2005, uccidendo tre persone e ferendone diverse. Attentati simili si verificarono nei resort di Sharm el-Sheikh nel luglio 2005 e a Dahab nel 2006.